# Зінаїда Волконська
Зінаїда Волконська (уроджена Білосельська-Білозерська, 3 грудня (14 грудня), 1789, Турин — 24 січня (5 лютого) 1862, Рим) — російська княгиня, письменниця, поетеса, співачка і композиторка, господиня літературного салону, значна фігура російського культурного життя першої половини XIX століття.

## Життєпис

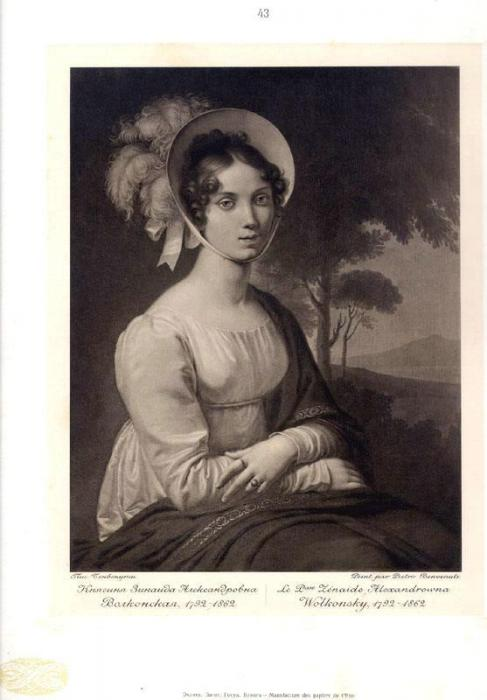
Портрет Зінаїди Волконської в молоді роки пензля П. Бенвенуті

Зінаїда Волконська народилася в 1782 році в Турині у старовинному боярському роду Білосельських-Білозерських. Її батько служив послом при дворі короля Сардинії Вітторіо Амедео Савойського III, був одним з найосвіченіших чоловіків епохи, дружив з Вольтером, був відомим колекціонером і входив в багато наукових товариств. Князя майже нічого не пов'язувало з Росією, окрім дипломатичної служби; він був гарячим прихильником західноєвропейської культури і не дуже добре володів російською мовою. Княжна Зінаїда успадкувала від батька любов до західноєвропейського мистецтва. Оскільки вона рано втратила матір, Зінаїду виховував батько, тому першими мовами, засвоєними княжною, були французька, англійська і італійська. Лише у 17 років вона вперше приїхала з батьком до Росії і оселилася в Петербурзі. Її батько помер, залишивши Зінаїду одну в країні, яка була для неї практично чужою.
Багата спадкоємиця, що славилася освіченістю і красою, Зінаїда Білосельська незабаром привернула до себе увагу ад'ютанта царя Олександра I — князя Микити Волконського. Вона одружилася з князем і увійшла до найближчого оточення імператора. Цар помітив Волконську і призначив фрейліною. Але придворне середовище не припало до смаку аристократці, зокрема через конкуренцію фрейлін.
Народження сина Олександра дозволило Волконській не брати участі в балах і безкінечних прийомах і звільнило її від духовно чужого їй середовища, хоча не позбавило від інших обов'язків. У 1813 році на прохання імператора княгиня Волконська виїхала зі свитою до Саксонії. Оскільки було небезпечно знаходитися поблизу місць битв, вона зупинилася в Празі, звідки листувалася з царем і отримувала інформацію про військові дії. Потім княгиня вирушила до Парижа, де зібралися переможці над Наполеоном: російський, австрійський і прусський монархи.
У 1817 році вона повернулася до Росії, вирішивши серйозно взятися за освіту свого сина Олександра. Княгиня Волконська стала шукати педагогів для хлопчика і в зв'язку з цим зблизилася з отцями-єзуїтами, у тому числі з отцем Домініком Шарлем Ніколем, визначним педагогом. Він довгий час жив в Петербурзі, де заснував відому школу. У ній отримували виховання і освіту діти Орлових, Бекендорфів, Наришкіних, Голіциних, Вяземських. Княгиня Волконська не хотіла віддавати сина в пансіон і вирішила сама зайнятися вихованням Олександра, найнявши для нього найкращих вчителів, рекомендованих отцем Ніколем.Останній розробив навіть спеціальну освітню програму, розраховану на 12 років. Вона включала три виміри: фізичне виховання, релігійне і інтелектуальне. Релігійне виховання полягало в молитвах, участі в богослужіннях, читанні Біблії і справах милосердя. Хлопчик повинен був щодня подавати милостиню. Ця програма слідувала католицьким принципам виховання, і тому не можна сказати, що вона була схвалена російською громадськістю. Інтелектуальна частина включала вивчення декількох іноземних мов, риторики, природних і гуманітарних наук, малювання, музики. І навіть основ військової справи.
Після смерті царя Олександра I, повстання декабристів і його придушення, суворість вироків нового монарха — Миколи I — стали глибоким потрясінням для княгині Волконської. Серед засуджених на 20 років каторги був і брат її чоловіка Сергій Волконський, за яким послідувала до Сибіру його дружина.

## Мистецька діяльність

### Музична кар'єра
В Парижі княгиня Волконська брала участь в численних концертах, де вражала аудиторію своїм вокалом. Княгиня супроводжувала царя до Відня і Парижу, де удосконалювала свій співочий талант, а також займалася сценічною майстерністю.

### Літературні твори
У 1820 році всі єзуїти були вимушені покинути Росію, і контакти княгині з ними припинилися. У тому ж році і вона з сім'єю виїхала з Росії. Незадовго до від'їзду Волконська, яка і раніше обтяжувалася великосвітським життям, шукала самітності і зайнялася літературою. Її перша книга — «Чотири новели» — була опублікована французькою в Москві і мала стриманий успіх. У Римі княгиня відкрила в успадкованому від батька палаці художній салон. Через два роки княгиня повертається до Петербургу, а потім вирушає до Москви, де також влаштовує зустрічі в салоні — цього разу літературно-музичному. Слава про нього розійшлася всією Росією. У домі Волконської влаштовувалися концерти, дискусії, ставилися театральні вистави. Уся інтелектуальна еліта Москви бувала в цьому салоні. Його господиня відрізнялася гостинністю і простотою.

## Католицьке місіонерство
Внаслідок глибокої духовної кризи в 20-тих роках Волконська переходить із православ'я у католицтво, що багатьма тлумачилось як прояв ексцентричності. Проте, її найближчі розуміли, що це рішення — логічний наслідок і її західноєвропейського виховання, і тісних контактів з Товариством Ісуса. В ті часи перехід аристократії в католицтво не був чимось незвичайним, хоча і не діставав особливого схвалення в світському середовищі.
Микола I сприймав перехід в католицтво як державну зраду. Волконська не була звичайною підданою, і цар дозволив їй покинути країну, хоча й велів провести слідство у справі «збочення в католицтво» фрейліни свого попередника. Так в 1829 році Волконська знов опинилася в Римі, після чого не поверталася до Російської імперії. Серед гостей римського салону княгині був і Гоголь, що приїжджав туди з 1837 по 1839 рік. Волконська, намагаючись допомогти письменникові розібратися в його світоглядній кризі, організовувала у себе вдома дебати на релігійні і філософські теми. Але Гоголь не зважився на радикальний крок і в католицтво не перейшов.
У своєму оточенні княгиня Волконська була місіонеркою, щедро ділилася своєю вірою і хотіла бачити друзів в католицькій спільноті. Зусилля не залишилися безплідними — в Римі католицтво таємно прийняли деякі російські дипломати. Вілла Волконської в Римі стала центром поширення католицтва серед росіян, подібно до салону Софії Свєчіної в Парижі. Багато аристократів і діячів культури вважали своїм обов'язком відвідати будинки цих незвичайних жінок. Їх співвітчизники, які переходили до католицької віри, часто більше не виїжджали з Риму.
Незадовго до своєї смерті і князь Микита Волконський прийняв католицтво. За ним пішла і сестра Зінаїди Марія Магдалина. Лише син Олександр продовжував сповідувати православ'я, хоча і добре відносився до католицтва. Його мати усвідомлювала, що зміна сином віросповідання зашкодила б його дипломатичній кар'єрі. До того ж майно новонавернених конфіскувалося казною, і Волконська записала свої володіння на ім'я сина, щоб не позбутися коштів для існування.
Олександр Волконський, залишаючись православним, користувався великою пошаною католицької єрархії. Він сам з величезною симпатією відносився до Папи Пія IX і хотів налагодити відносини між Петербургом і Святим Престолом.

## Смерть і пам'ять
Зусилля княгині Зінаїди Волконської зі збереження своїх володінь не увінчалися успіхом. Через погане управління маєтками доходи постійно скорочувалися, до того ж Волконська займалася активною благодійною діяльністю, жертвуючи значні суми на утримання церков, монастирів, допомагала численним жебракам, що практично оточили її будинок. В останні роки життя Волконська прийняла чернечі обітниці: вирішила повністю посвятити себе Богові, дотримуючись аскези, живучи в упокорюванні і допомагаючи нужденним.
Коли в 1862 році княгиня померла, говорили, що причиною смерті була сильна застуда через те, що вона віддала жебракові свій плащ.
Церква вшанувала пам'ять княгині Волконської надгробною плитою в храмі святого Вінсента, де покояться також останки її чоловіка Микити і сестри Марії Магдалини.

## Джерала
- С.М Волконский.Мои воспоминания,Берлин, «Медный всадник», М, «Искусство»переиздание, 1992 (рос)
- Н.Г.Охотин,Волконская З.А.Русские писатели, 1800-1917,М, СЭ,1989, (рос)